# アンテナ+
アンテナ+（アンテナプラス）は、2010年度まで地上デジタルラジオ超!A&G+で放送され、2011年度から同配信元で配信していたエンタメ情報番組。

## 番組概要
アニメ・ゲームなど、A&G業界の最前線情報を伝えていく、エンタメ情報番組。
番組では、主に文化放送のA&Gゾーンや超!A&G+が関連しているアニメやゲーム、イベントや番組、グッズを「エンタメ」として紹介していた。
パーソナリティ
- 藤田由美子
- 赤﨑千夏

### 放送時間
- 2009年10月8日 - 12月31日

毎週木曜日24:30 - 25:00(リピート放送 金曜日 12:30 - 13:00、土曜日 9:00 - 9:30)
- 2010年1月7日 - 4月1日

毎週木曜日24:30 - 25:00(リピート放送 金曜日 12:30 - 13:00、土曜日 9:00 - 9:30、24:30 - 25:00)
- 2010年4月8日 - 7月29日

毎週木曜日24:30 - 25:00(リピート放送 金曜日 12:30 - 13:00、日曜日 20:30 - 21:00)
- 2010年8月5日 - 9月2日

毎週木曜日24:30 - 25:00(リピート放送 金曜日 12:30 - 13:00、日曜日 23:30 - 24:00)
- 2010年9月9日 - 9月30日

毎週木曜日24:30 - 25:00(リピート放送 金曜日 12:30 - 13:00)
- 2010年10月7日 - 2011年3月31日

毎週木曜日24:30 - 25:00(リピート放送 金曜日 12:30 - 13:00、日曜日 11:30 - 12:00)
- 2011年4月7日 - 5月26日

毎週木曜日24:30 - 25:00(リピート放送 金曜日 12:30 - 13:00)
- 2011年6月5日 - 10月2日

毎週日曜日25:30 - 26:00(リピート放送 土曜日 9:00 - 9:30)

## コーナー
- アンテナキャッチ

特集コーナー、藤田、赤崎がリスナーのアンテナとなって様々なエンタメを身をもって「体感」していく
- モテたい!!（第86回 -第99回 ）

リスナーから寄せられた女性がもてる仕草・シチュエーションについて、赤崎・藤田が小芝居対決をしながら研究する。
- ユミコのメイドチェック（第92回 - 第100回）

セイクリッドセブンメイドアルバム「はんどめいど☆そうるめいと」のプロモーションを兼ねて
藤田が声優を務めるユミコのキャラソンの放送を掛けた、赤崎が思う「メイド」に関する2択クイズに挑戦する。

### 過去のコーナー
- アンテナ劇場

特集に関連したシチュエーションでの微妙な女性心理をミニドラマで演じる

## 番組で取り上げたエンタメ・ゲスト
| 回(放送日)                        | エンタメ                                                                                        | ゲスト |
| 木曜24:30放送分（第1回 - 第83回） | 木曜24:30放送分（第1回 - 第83回）                                                               | 木曜24:30放送分（第1回 - 第83回）                                                                                      |
| --------------------------------- | ----------------------------------------------------------------------------------------------- | --- |
| 第1回（2009年10月8日）            | 東京ディズニーシー新アトラクション「タートルトーク」                                            | |
| 第2回（2009年10月15日）           | ジャパン・アニメコラボ・マーケット2009                                                          | 菖蒲剛智(日本動画協会事務局/ジャパン・アニメコラボ・マーケット2009主催)                                                |
| 第3回（2009年10月22日）           | 文化放送「超ラジ!Girls」番組テーマソング 7ブンノ5デイズ/メジルシは君さ                          | |
| 第4回（2009年10月29日）           | 浜松町グリーンサウンドフェスタ―浜祭―                                                            | 内田さん(文化放送 編成部)、小林ちゃんこちゃんこ (小林洋平)                                                             |
| 第5回（2009年11月5日）            | テレビアニメ「聖剣の刀鍛冶」                                                                    | 豊口めぐみ、豊崎愛生〔メッセージ出演〕                                                                                 |
| 第6回（2009年11月12日）           | シルク・ドゥ・ソレイユ「コルテオ」文化放送スペシャルサンスクデー                                | |
| 第7回（2009年11月19日）           | 究極のレトルトカレー『チェリーベル～』                                                          | |
| 第8回（2009年11月26日）           | 第四回声優アワード                                                                              | 南沢道義(81プロデュース 代表取締役)                                                                                    |
| 第9回（2009年12月3日）            | キングラン アニソン紅白2009                                                                     | 五條真由美 |
| 第11回（2009年12月17日）          | じゅうはちキン!-自由ではちゃめちゃRockin' Radio-                                                | bamboo(milktub) |
| 第14回（2010年1月14日）           | チェリーベルけんてい                                                                            | |
| 第15回（2010年1月21日）           | 小林ゆうの（仮）                                                                                | 小林ゆう |
| 第16回（2010年1月28日）           | 文化放送デジタルラジオ 最前線(kikeruアプリ、Twitter)                                            | 三池解説員（文化放送デジタル事業部）                                                                                   |
| 第17回（2010年2月4日）            | TAF PR担当ユニット「TAF☆TAH」                                                                   | TAF PR担当ユニット「TAF☆TAH」（北村妙子・佐藤有世）                                                                    |
| 第18回（2010年2月11日）           | 藤田由美子出演舞台『「助かった！」と一息ついて…。「ラッキーレディ」』                           | 是枝正彦 |
| 第20回（2010年2月25日）           | ひぐらしのなく頃に絆 第四巻・絆                                                                 | 彩音 |
| 第21回（2010年3月4日）            | 超!A&G+アンテナショップ「ちかQ」                                                                | |
| 第22回（2010年3月11日）           | 萌え博2010 in 幕張                                                                              | 鈴木教文（萌え博実行委員会・プロデューサー）                                                                           |
| 第23回（2010年3月18日）           | 東京国際アニメフェア2010                                                                        | 喜多村英梨、井口裕香（えりゆか）〔メッセージ出演〕                                                                     |
| 第25回（2010年4月1日）            | 『アンテナ+』 テーマCD「ろびんそん」                                                            | |
| 第26回（2010年4月8日）            | 時速246 舞台『記憶メモリン』                                                                    | 川本成 |
| 第27回（2010年4月15日）           | モバイル文化放送「超!mobile A&G」                                                               | 鮎澤 淳（「A&G REQUEST デジスタ」スタッフ）                                                                            |
| 第29回（2010年4月29日）           | 声優力マニュアル                                                                                | |
| 第31回（2010年5月13日）           | 鷲崎健2ndソロアルバム「SINGER SONG LIAR」                                                       | 鷲崎健 |
| 第32回（2010年5月20日）           | 鷲崎健2ndソロアルバム「SINGER SONG LIAR」                                                       | 鷲崎健 |
| 第34回（2010年6月3日）            | 大喜利実力判定考査2010                                                                          | POARO |
| 第36回（2010年6月17日）           | A&G Music Academy in Aoyama                                                                     | はなしまなおみ |
| 第37回（2010年6月24日）           | OToGi8デビューシングル「赤頭巾ちゃん御用心」                                                    | OToGi8（大久保英恵、井澤詩織、原紗友里、三上枝織、浜崎奈々、ミク、ルイズ、ユカフィン（アフィリア・サーガ・イースト）） |
| 第38回（2010年7月1日）            | A&Gアカデミー サマースクール 放送作家コース                                                     | 池田せいこ（A&Gアカデミー事務局）、坂本耕一（A&Gアカデミー放送作家コース 第1期卒業生）                                 |
| 第39回（2010年7月8日）            | 東京ディズニーランドアトラクション「キャプテンEO」                                              | 飯塚雅弓 |
| 第40回（2010年7月15日）           | 藤田由美子出演舞台「ブルースな日々 ああガス欠」                                                 | 是枝正彦、増沢望、佐野大樹、相原愛、倉田秀人、神田恭兵、小見美幸                                                       |
| 第41回（2010年7月22日）           | ボイスニュータイプ・サマーオーディション2010                                                    | 佐原としお、小暮かずき（JTB）                                                                                          |
| 第42回（2010年7月29日）           | 音源ダウンロードサイト「落語の蔵」                                                              | 佐藤つとむ（文化放送デジタル事業部）                                                                                   |
| 第44回（2010年8月12日）           | コミックマーケット78 「文化放送 超!A&G+ブース」                                                 | 門馬史織（超!A&G+ プロデューサー）                                                                                     |
| 第45回（2010年8月19日）           | Animelo Summer Live 2010 -evolution-                                                            | 吉野裕一郎（AG-ONE アニサマ事務局）                                                                                    |
| 第46回（2010年8月26日）           | キャラホビ2010 C3×HOBBY 「文化放送 超!A&G+ブース」                                              | 井出きょうた（文化放送デジタル事業部）                                                                                 |
| 第47回（2010年9月2日）            | A&Gアカデミー ビギナースクール                                                                  | 黒岩希未代（A&Gアカデミー ビギナーコース第1期卒業生）                                                                  |
| 第48回（2010年9月9日）            | A&G GAME MASTER GT-R番組オリジナル防水ケース                                                    | 荻原修平（「A&G GAME MASTER GT-R」プロデューサー）〔メッセージ出演〕                                                   |
| 第49回（2010年9月16日）           | DearGirl〜Stories〜THE MOVIE                                                                    | 大仏さん |
| 第50回（2010年9月23日）           | アニスキ!                                                                                       | 浜崎奈々、大久保英恵、うるめいつ（天野真理子、吉田佳那子） あさの（プロデューサー）、あおき（構成作家）                |
| 第51回（2010年9月30日）           | -                                                                                               | 山本彩乃 |
| 第52回（2010年10月7日）           | 超!A&G+秋の新番組情報                                                                           | |
| 第53回（2010年10月14日）          | 東京国際アニメ祭 2010秋                                                                         | 菖蒲剛智（日本動画協会事務局）                                                                                         |
| 第54回（2010年10月21日）          | 東京国際アニメ祭 2010秋                                                                         | 菖蒲剛智（日本動画協会事務局）                                                                                         |
| 第55回（2010年10月28日）          | 日刊スポーツ「アニ☆グラ」                                                                       | 村上幸将（日刊スポーツ アニメ記者）                                                                                    |
| 第56回（2010年11月4日）           | iPhoneアプリ「超!A&G+i」                                                                        | 三池解説員（文化放送デジタル事業部）                                                                                   |
| 第59回（2010年11月25日）          | 日高のり子デビュー30周年記念著書 「楽しいことも辛いこともみんな人生のスパイスだと思うのです。」 | 日髙のり子 |
| 第62回（2010年12月16日）          | コミックマーケット79 「文化放送A&Gブース」                                                      | うるめいつ（吉田佳那子、大村真璃佳）                                                                                   |
| 第64回（2010年12月30日）          | 声優&アイドルイベント「Girls+」                                                                 | 私立恵比寿中学 |
| 第66回（2011年1月13日）           | 声優&アイドルイベント「Girls+」                                                                 | 復活!ミニスカポリス（滝ありさ、rico）                                                                                  |
| 第67回（2011年1月20日）           | 声優&アイドルイベント「Girls+」                                                                 | アイドルカレッジ |
| 第68回（2011年1月27日）           | コミックとらのあな                                                                              | 龍見（コミックとらのあな、なんでも営業課）                                                                             |
| 第69回（2011年2月3日）            | 声優&アイドルイベント「Girls+」                                                                 | ミ☆POP |
| 第70回（2011年2月10日）           | 声優&アイドルイベント「Girls+」                                                                 | うよち～し |
| 第71回（2011年2月17日）           | 声優&アイドルイベント「Girls+」                                                                 | 長嶋はるか |
| 第74回（2011年3月10日）           | 東京国際アニメフェア2011                                                                        | 鈴木仁（東京国際アニメフェア実行委員会事務局 チーフプロデューサー）、宮内タカユキ                                      |
| 第75回（2011年3月24日）           | -                                                                                               | 文菜 |
| 第76回（2011年3月31日）           | ちょっとサヨナラ「9302ch」スペシャル!                                                           | ちょっとサヨナラ「9302ch」スペシャル!                                                                                  |
| 第77回（2011年4月7日）            | 超!A&G+春の新番組情報                                                                           | |
| 第79回（2011年4月22日）           | 声援団                                                                                          | 声援団（伊藤健太郎、小金丸大和）                                                                                       |
| 第80回（2011年4月29日）           | Tokyo Cheer2 Party                                                                              | Tokyo Cheer2 Party（澤美帆、桝本紗綾、吉村瑠璃）                                                                       |
| 第81回（2011年5月5日）            | 超!A&G+アンテナショップ「ちかQ」ゴールデンウィークセール                                        | |
| 第82回（2011年5月12日）           | 月刊コミック アース・スター                                                                     | 渡辺 梢（月刊コミック アース・スター 広報）                                                                            |
| 第84回（2011年5月26日）           | 赤﨑千夏・藤田由美子出演テレビアニメ「セイクリッドセブン」                                      | 大橋誉志光（テレビアニメ「セイクリッドセブン」監督）                                                                   |
| 日曜25:30放送分（第85回 - ）      |                                                                                                 | |
| 回(放送日)                        | エンタメ                                                                                        | ゲスト |
| 第85回（2011年6月5日）            | 第36回ホリプロタレントスカウトキャラバン 次世代声優アーティストオーディション                   | 金成雄文（第36回ホリプロタレントスカウトキャラバン実行委員長）                                                         |
| 第89回（2011年7月3日）            | セイクリッドセブン オリジナルメイドアルバム『はんどめいど☆そうるめいと』                        | 佐藤正和（FlyingDog、テレビアニメ「セイクリッドセブン」音楽プロデューサー）                                            |
| 第90回（2011年7月10日）           | ボイスニュータイプ・サマーオーディション2011                                                    | 塚原、小室（JTB） |
| 第94回（2011年8月7日）            | コミックマーケット80「文化放送ブース」                                                          | 田村睦心 |
| 第99回（2011年9月11日）           | 東京ディズニーシー10thアニバーサリー“Be Magical!”                                               | |

## エピソード
- 番組では初回時から「デジタル波から情報を発信する」するという意味合いで「ビンビン」という合言葉を頻繁に使っている。（葉書・封書でのメッセージは「便せん」で、びんびんソング、びんびんカレーなど）。本放送の時間帯やスタッフからの仕打ちなどからいかがわし意味合いに解釈されがちであるが、この解釈については否定をしている。
  - デジタルラジオ放送終了以降はこの意味合いでは、説明ができなくなってしまった。そこで、リスナーから後付けのユニット名由来を募集。第81回放送では、「びんびん」＝「BeenBeen」という解釈で「豆」の暫定的に解釈にしていた。
- 第2回放送分で、「ジャパン・アニメコラボ・マーケット2009」(以下「JAM2009」)を取り上げたのに合わせて、2009年10月18日に放送されたJAM2009の特別番組「超ラジGirls　スペシャル・ステージ in JAM2009」内で放送された「JAM2009　超！ナビゲーション」(12:00 - 13:00、14:00 - 15:00)のパーソナリティを務めた。赤崎は文化放送のスタジオから進行し、藤田は会場レポートを担当した。
- 第5回の「アンテナ劇場」では、藤田の高校時代の合コン話が披露された。
- 第6回放送分のオープニングでは、赤崎からのサプライズで藤田の誕生日を祝った。
- 第12回放送分では、藤田がサンタ、赤崎がサンタメイドのコスプレをして、クリスマス特別企画「ビンビン聖夜の大プレゼント交換会」と題し、赤崎、藤田が自腹で用意したプレゼントとスタッフ（構成作家の松本）が用意したプレゼントの3つで、プレゼント交換をおこなった。プレゼント交換後、スタッフに行き渡った赤崎からのプレゼントはリスナープレゼントとなった。また、この回の放送は翌2009年12月31日放送分が年末特別編成のため休止したため、2010年1月1日・2日のリピート枠でも放送された。
- 第17回放送分の特集では、TAF☆TAHの二人と「ビンビン検定対決」を行った。（対決中、藤田が放送禁止用語を言ってしまうことがあった。）対決の結果、藤田・赤崎が負けてしまったため、エンディングはTAF☆TAHの二人に乗っ取られてしまった。（このため番組次回予告は番組冒頭で行った）。
- 第25回放送分では、藤田、赤崎が合い向かいになり、ラジオスタジオ風スタイルで行った。この回はトークパートの紹介をしたが、トークの放送箇所が誤解されがちなとこだった上、解説時間が短かったこともあり、特典として封入されるポストカード数枚に弁解のメッセージを書いた(そのうち一枚は10枚まとめ買いした藤田の父に行き渡った)。また前回放送の｢萌博｣での公開録音で「東京国際アニメフェア2010からお送りする」と言ってしまったため、エンディングにワープを使ってTAF2010の文化放送ブースのステージに移動、宛先告知を行った。
- 第26回、第27回のエンディングでは本放送後に放送された、「堀江由衣のSay!You Young 天使の生たまご」、「桑島法子のSay!You Young」のリスナーに向け、番組紹介をした。
- 第27回で「豊崎愛生のおかえりらじお」の紹介を「おやすみらじお」と誤って紹介してしまった。これは、構成松本の誤植によるもので、第28回で松本自ら謝罪した
- 第31回放送分では鷲崎健をゲストに呼ぶ予定であったが、番組の不手際で出演交渉できなかったため、文化放送デジタル事業局に潜入し、ホワイトボードでの伝達、番組宛メールの送信、最終的には、藤田・赤崎が放送中の「鷲崎健の超ラジ!」に潜入し、出演交渉した。また、スタジオに来ていた文化放送の片寄茂之編成局長やサテライトライブ担当者へも交渉、その結果、鷲崎が出演する2010年5月21日の「サテライトプラスライブ」への出演が決定した。
- 第34回放送分では、ゲストが2人組ユニットのPOAROだったため、第23回同様パーソナリティ背部からのカメラアングルで放送された。この回の放送は、POAROの2人に大喜利形式で質問したが、あまりにもきわどい回答を連発したため、自主規制音をかけたり、一部トークをカットして放送した。また、藤田・赤崎が「大喜利実力判定考査2010」の物販・ケータリングの手伝いをする事を条件に、CD販売できることになった。（物販の他にも、「ポアロのあと何分あるの?」公開録音の前説も担当した。）
- 第38回放送分では、A&Gアカデミサマースクールの紹介のために放送作家の坂本が出演したが、出演中も「A&G GAME MASTER GT-R」で使用する小道具を作製していた。
- 第42回放送分の、「落語の蔵」特集で落語音源の一例として、文化放送最古の落語音源、8代目 桂文楽の「厩火事」[注釈 2]を放送した。さらに、翌日開催の「浜松町かもめ亭」で「ろびんそん」所持者に対する特典をつくようになった。
- 第55回放送分では、東京国際アニメ祭2010ビジネスデー終了後、「アンテナ+ in 東京国際アニメ祭2010」放送終了直後の東京アニメセンタースタジオで収録。特集ではアニメ記者のムラカミにアニメ祭特番に引き続きびんびんgirlsの記事掲載を約束させた。
- ゲストに日高のり子を迎えた第59回放送分では、藤田、赤崎にゲスト・特集内容を秘密にしたまま開始。スタッフからヒントをもとに憶測しながらも、日高のゲスト出演に半信半疑でいた。しかし日高登場時には2人は驚く表情を見せていた。今まで『大物ゲスト』と言いながらも、番組スタッフや「大仏」だったというオチが続いた中で、本当の大物ゲストが来たこともあり、エンディングに藤田・赤崎は「スタッフさん、ありがとう！」とお礼を言った。
- 第69回放送分では、放送当日が節分に当たったため、オープニングから恵方（背部方向）を向いて、恵方巻きを食べた。藤田は完食したが、赤崎は、半分まで食べてリタイアしてしまった。
- 第77回配信分は、特別番組「ちょっとサヨナラ「9302ch」スペシャル!」放送直後に、OToGi8のコスチュームを着て収録した。特集コーナーでは、藤田は萌えを意識し内股で進行した。また、2010年に続き、「茅原実里のSay!You Young」のリスナーに向け、番組紹介と「たびんそん」のプロモーションをした。
- 第86回配信分では、曜日・放送終了前最終時間枠への移動を受けて、「アンテナ+作戦会議」を開催。藤田・赤崎が新コーナーを提案、第87回では、その中から赤崎考案の「モテたい!!」をお試し実施した。
- 第92回配信分では、藤田が初の遅刻。藤田曰く「林沙織の超!A&Gミュージック+TV」の収録で文化放送にはいたが、時間を間違えていたとのこと。
- 第94回配信分では、第92回に続き藤田不在のまま開始。赤崎は｢遅刻｣と言っていたが、実際は藤田のトイレ休憩中に収録を開始したものだった。このため、藤田たっての希望で、オープニングをやりなおした。
- 第95回配信分では、「赤﨑千夏お誕生日企画」として、藤田による『オープニングでの赤﨑千夏誕生日の祝い方』を検証する企画を実施「もし、赤崎・藤田が一人喋りだったら」「もし、画面が上下逆で進行したら」「もし、藤田が男性（前構成作家の松本）だったら」を検証。結果、2人で通常通り祝うほうが良いということになり、2人で赤崎の誕生日を祝った。

### 仕打ち
番組内には、スタッフからの仕打ちが盛り込まれている。
- 第10回放送分では、普段のスタジオではなく、打ち合わせ室からの放送だった。収録中の打ち合わせ室ではスタッフが行き来する場面が度々見られた(「A&G GAME MASTER GT-R」のサブ作家、坂本が番組で使用する小道具を作製している姿も見られた。)
- 第15回放送分の「アンテナキャッチ」では、「小林ゆうの（仮）」のキャラクターが登場し藤田・赤崎もしいたけの「しーさん」(藤田)、エリンギの「えりちゃん」（赤崎）に扮してトークを展開した。またその後の「ドキドキビンビン　ビックスターインタビュー」ではゆうさんに「謝り」「軽率させた言葉」を言わせたら服を脱ぐというルールの元トークを展開した。着ていた衣装に加え、さらに上乗せした状態から脱いでいくルールだったが、着ていた服の数以上に「軽率な言葉」を言わせてしまったため。エンディングでは裸を思わせるようなモザイク演出が施されていた。
- 第16回放送分では、「アンテナキャッチ」では「藤田クリ●●テル」、「赤崎クリ●●テル」という下ネタを思わせるような自主規制音が入れられた名前で進行した。また特集ではTwitterとの連動企画（赤崎、藤田が打った質問をTwitter上で応える企画）を行ったが、ここでも下ネタっぽい質問をしていた。
- 第17回放送分では、番組冒頭で外国からのメールと称して、スパムメールが紹介される一幕があった。これ以降、第19回でも、スパムメールが読まれることがあった。
- 第18回放送分では、赤崎が藤田主演舞台のけいこ場に突撃取材した。演出の是枝へのインタビューでは舞台中に「ビンビン」のセリフを入れることを約束させた。取材をした赤崎は、けいこ場でもある「子供たちの憩いの場」小学校で失礼ないよう、下ネタを言ったら第16回同様、服を脱ぐというルールの元取材を行った。もちろん「ビンビン」も禁止され、赤崎は嫌がりながら企画に賛同したが、最後に「ビンビン」を言った時は、脱がそうとするスタッフから逃げていた
- 第19回ではライブ会場にみたてた台の上から進行し、2人が落ちる度カメラアングルを下げていた。
- 第20回放送分では、特集で扱った「ひぐらしのなく頃に」にちなんで、暗転された部屋で赤崎・藤田が自転車の自家発電を行いながら進行していた
- 第21回放送分では、特集した「ちかQ」に「ワープ」を駆使して移動した。しかし、メディアプラスホール、サテライトプラス前、男子トイレとワープに幾度も失敗し、5度目のワープで営業時間外の「ちかQ」にたどりついた。
- 第23回放送分では、収録の裏側を見られるよう、パーソナリティ背部からのカメラアングルで放送された。
- 第26回放送分では、川本をもてなすためのお菓子の中に、TENGAの｢egg｣が混じっていた。また、川本に文字化けしたメールを読ませる一幕もあった。
- 第29回は藤田、赤崎がカメラを抱え持ちながら、進行した。
- 第36回では、暗転されたスタジオの中でスポットライトを照らしながら行った。暗転されたスタジオにスポットライトが照らされたため、藤田・赤崎は「キャッツ・アイ」のような動きをしていた。この回、藤田・赤崎はバイオリン演奏に挑戦したが、藤田は短時間でクラシックに挑戦した上、バイオリンのセンスがなかったため、演奏をする事が出来ず、凹んでいた。
- 第37回放送分では、OToGi8全8名の出演でスタジオがいっぱいになったため、藤田・赤崎はスタジオを追い出され、スタジオの外から進行した。
- 第39回放送分オープニングは、藤田出演舞台の稽古場近くの公園で収録したが、藤田の格好が露出度高めのフレアースカートであったため、藤田の足が何ヶ所か蚊に喰われると言う事態が発生。このため赤崎が時々、藤田の足にかゆみ止めを塗りつつ、番組を進行した。ちなみに番組のエンディングは、藤田が舞台の稽古の真っ最中であったため、赤崎がひとりで進行した。
- 第41回放送分冒頭では、積み上げられたCDで二人の顔が見えない状態でトークを行った。
- 第42回放送分では、「落語の蔵」特集にちなみ藤田、赤崎が座布団を頭に乗せながら進行した、
- 第44回放送分では、「豊崎愛生のおかえりらじお」オリジナルグッズ「雨とよだれが垂れる傘」に隠れながら進行した。また、ふつおたコーナーでは、赤崎の誕生日が祝われた。
- 第46回放送分では、正面からのカメラの他に足元カメラが設置され、作家が2人の足元をいたずらした。
- 第46回放送分の特集では、ゲストの井出を映すため、藤田を画面から外して進行した。その流れで、エンディングでも藤田は画面から外されていた。第47回も藤田にはピンボケやモザイク加工がされていたり、顔（主に耳）のアップ画面、遠方アングル画面で映された。一方で、第46回では、藤田への反響メールが読まれ、リスナーからはアシスタント扱いされるなど、藤田にとっては散々すぎる扱いとなってしまった。
  - さらに第48回放送分では「スタッフが赤崎と同じ81プロデュースの声優ユニット『LISP』に興味があり（ファンクラブに入会している）、藤田をクビにしようとしている」という噂メールが紹介され、藤田が落ち込んだ。エンディングでは、LISPのプロフィールが紹介された。
  - 第49回放送分ではクマのぬいぐるみや藤田自身に藤田の顔写真が貼られたまま進行された。また、前回に続き『LISP』の活動状況を伝えた。
  - 第50回放送分では、びんびんgirlsの情報を掛けたクイズで、「負けたら『LISP』の情報」を掛けるというルールで」行った。このルールにしたのは「『LISP』の情報を紹介したほうが有益だから」とのことだった。
  - 第50回放送分の特集では、藤田が一時的に「『アニスキ!』に出たい」という意味合いで、ゲスト扱いとなった。
  - 第51回放送分では藤田が不在（降板扱い）で、ゲストの山本彩乃を「新パーソナリティ」として迎え、スタッフからのメールを元にガールズトークを行った。また、エンディングではピンクのパーカーを着て、藤田に見立てた構成松本が、背後に座っていた。
  - 第52回放送分では、藤田が「ガン切れ」と怒りながら登場。一方で、「山本とのコンビを組んだ赤崎がすごく盛り上がり、いじりやすかった」とスタッフから報告があった。リスナーからも、藤田の降板を意識したメールが寄せられた。メール紹介中、ディレクターからの「かみあってないね」の一言にムキになった藤田は、片手折り紙を披露した。また、前回に引き続き、2人の後方にピンクのパーカーを着て、藤田に見立てた構成松本が寝そべっていた。さらに、特別番組「アンテナ+ in 東京国際アニメ祭2010」の放送が発表された。
- 第60回・第61回では、半円形の机に隠れて放送、第60回では、スタッフからの久々の仕打ちということで、赤崎、藤田は喜んでいた
- 第64回放送分ではゲストがアイドルユニット、私立恵比寿中学全11名だったため、第37回同様スタジオの外から進行。また、特集コーナーに時間を割くため、オープニング後のびんびんgirls情報とふつおた紹介は、2倍速で放送した。（その後、フリートーク、エンディングで再度告知した。）
- 第71回では、藤田のキャッチコピー「わがままボディ」にちなんで、藤田の胸部がアップ画面やワイプで映された。また、エンディングでは、直後にゲスト出演する「ナス☆シスのお願い!ミッドナイトエンジェル」の衣装に着替えていた。
- 第73回放送分では、藤田・赤崎の前に、マイクスタンドによる邪魔がされていた。2人は触れていなかったが、番組が進行するにつれ、邪魔するマイクスタンドが増えていった。
- 第78回配信分では、画面が縦2分割され、2人の顔のみ映された。
- 第83回配信分オープニングでは、背景がセピア色となっていた
- 第86回配信分はカメラに背中を向けて放送。
- 第94回配信分は、スタジオ見学に来た、A&Gアカデミー放送作家コース・ラジオディレクターコース学生の後方アングルで配信。しかし、他番組の商品を紹介すると、見学学生は離れていった。

### びんびんgirls
びんびんgirls（ - ガールズ）は藤田と赤崎による番組内ユニットである（ユニット名は「超ラジ!Girls」を意識したもの）
これまでの番組内ユニットとは異なり、番組内での活躍のみならず、自主的なワンマンライブの開催や、アイドルイベント「GIRLS×3」のライブにも多数出演している。また、楽曲は赤崎が作曲、藤田が作詞している。

#### 活動歴
「超ラジ!Girlsスペシャル in JAM 2009」でのプロデューサーの提案が発端でオリジナルソング（通称「びんびんソング」）の制作が開始された。
- 第10回放送分 - 第1回目の中間制作発表。藤田作の歌詞と赤崎作の曲とで、はじめて曲合わせを行った。
- 第13回放送分 - 浜松町でびんびんソングのジャケット撮影会を実施。プロのカメラマンから教えてもらったポージングを賭けたクイズに挑戦し答えながらジャケットを撮影した。
- 第19回放送分 - 第2回目の中間制作発表。「びんびんソング」のCD化発表、ジャケット披露、「びんびんソング」初披露。
- 第21回放送分 - 曲名、ボーナストラック発表された。「萌え博」での初披露・先行発売発表。
- 第22回放送分 - CDのジャケット、発売日、ユニット名発表。さらに、「萌え博」での公開録音、「文化放送ブース」でのCD先々行お渡し会の開催を発表
- 第24回放送分 - 「萌え博」での公開録音の模様を放送
- 2010年3月28日放送の「東京国際アニメフェア2010 超!ステーション スペシャル」では、藤田が文化放送ブースアナウンサー、赤崎がブースレポーターを務めた関係で、番組中、随時「ろびんそん」の宣伝をしていた。赤崎の頑張りで「ろびんそん」のライブができるということだったが、最終的に「ろびんそん」と「きのこのこのこ」の生ライブをすることができた。
- 第27回放送分 - CDの売上枚数発表。さらに、10月までに500枚売らないと｢大変なこと｣になると宣告。
  - 第28回 - 「大変なこと」とは番組の終了であることが明かされた。
    - 第29回 - 番組改編の都合上8月31日までに短縮された
- 第28回 - 文化放送内で宣伝活動を実施
  - 親や、文化放送関係者への電話での催促をしたり、「玉川美沙 たまなび」会議前の会議室のホワイトボードへの書置きをした他、デジタル事業部にいたスタッフにCDを手渡した。
- 第30回放送分 - 浜松町で藤田制作のチラシを手にCDの宣伝、販売活動を実施。
- 第33回放送分 - 2010年5月27日に開催した『サテライトプラスライブ』の模様を放送。
  - ライブ前には、コスプレをして会場を偵察し、ライブでは、「私たちは超ラジ!Girlsではありません」「井口裕香の超ラジ!Girls放送中」のタスキを着用し、「7ブンノ5デイズ」を熱唱後、「ろびんそん」「きのこのこのこ」を歌った。またライブ後は物販でお渡し会を行った。
- 第35回放送分 - 2010年6月5日に赤崎・藤田が参加した、ライブイベント「GIRLS BRAVO!36」の模様を放送
  - ライブ後にはライブ共演者のうよち～しとMIKAZU姫にインタビュー、ライブの心得を聞いた。さらに最後にライブで「びんびん」ということを約束。うよち～しはライブ最後の告知時に「びんびんコール」をしてくれた。
- 第39回放送分 - 藤田が出演する舞台の出演者に向けて、営業活動（？）を行なった。
  - 藤田は、自分が「びんびんGirls」としてCDを発売している事を出演者たちに知られたくなかったらしく、自分たちのCDを宣伝しまくる赤崎に対し、とても嫌そうな態度で接していた。
- 第41回放送分 - ゲストのJTBの方にCDの宣伝を行い、CDを1枚売りつけた。
- 第43回放送分 - 大喜利実力判定考査2010での物販、前説の模様を放送。500枚のノルマまで残り枚数発表。500枚達成。10月以降の番組継続決定、ライブCD発売発表
  - 500枚まで残り2枚だったため、赤崎、藤田が買い、500枚のノルマを達成した。
- 第44回放送分 - ゲストの門馬プロデューサーにCDを1枚売りつけた。
- 第45回放送分
  - コミックマーケット78でびんびんライブ版CDを買った際の特典であるOToGi8を模したポストカードを披露
  - アニサマ特集ではゲストの吉野に対してアニサマへの出演交渉や、CDの販売を行った。
- 第50回放送分 - ライブ盤CDを「ちかQ」、「A&Gショップ」での販売開始発表。持ち歌「きらきらっ☆」初披露。
- 第56回放送分 - セカンドシングル発売を発表。
- 第57回放送分 - 「超!A&G+ 番組ライブ」の模様を放送。
  - ライブでは、セカンドシングルの「コミックマーケット79」での先行発売を発表し、「ろびんそん」のほか、セカンドシングル収録曲「きらきらっ☆」、「ときのかけら」を披露した。（「ときのかけら」はライブ初披露）
- 第58回放送分 - セカンドシングルレコーディングの模様を放送
  - セカンドシングルに収録される、藤田作の曲のタイトル「たびんそん」を発表
- 第60回放送分 - 最新情報を公開（レコーディング報告、CDタイトル「たびんそん」、トークパート収録を発表、CD付フォトブック「ときのかけら」発売）
  - フォトブックの撮影場所であるホテルインターコンチネンタル東京ベイコンシェルジェへのインタビューを放送
  - 「たびんそん」「ときのかけら」総売り上げノルマ1000枚の指令が出される。クリアできなければ、びんびんGirls解散、番組終了となり、文化放送への出入りも禁止となる
- 第61回放送分 - 最新情報公開（藤田作楽曲「たびんそん」、トークパート初公開、イベント開催決定、超!A&Gショップでの予約販売開始）、プロモーション会議を実施
- 第62回放送分 - アニメ記者村上からのメッセージを放送　「ときのかけら」が2011年1月の新番組「ムラカミ記者のアニメ!!パンチ」テーマソングに決定
- 第63回放送分 - ジャケット公開、CD版「きらきらっ☆」初公開、文化放送プラスチューン選定のため、デジタル事業部での営業を実施。
- 第65回放送分 - びんびんGirls 新曲発売記念ライブ&公開録音の模様を放送
  - 『たびんそん』が2011年1月10日 - 16日の「文化放送プラスチューン」に選定されたことを発表
  - 村上記者から「120枚を切らなければ番組をジャックする」と紙面上で宣告されたため、コミケ（2日目時点）での売上発表。111枚だったため、うるめいつの物販により、何とか120枚のノルマをクリアした
- 第67回放送分 - スタジオ見学に来ていたA&Gアカデミーの生徒に宣伝・販売活動を実施。
- 第68回放送分
  - 『たびんそん』『ときのかけら』第1回売上中間発表。1月18日現在の売上302枚
  - コミックとらのあなの龍見にA&Gグッズと合わせてCDの営業を実施。
- 第72回放送分 - GIRLS+でのライブ・トークパートを放送
- 第73回放送分 - 『たびんそん』『ときのかけら』第2回売上中間発表。2月24日現在の売上393枚
- 第78回配信分
  - 『たびんそん』『ときのかけら』第3回売上中間発表。3月31日現在の売上569枚
  - 文化放送から「4月からの売上げの一部（300円）を東日本大震災義援金に回すことを条件とした、売上ノルマ未達成条件の解消」が提案される。
- 第81回配信分 
  - 1月～3月まで6枚しか売れていない、ゴールデンウィークセール中のアンテナショップ「ちかQ」で、営業を実施
  - 放送翌日5月6日の「ちかQ」お渡し会を発表
- 第83回配信分
  - 『たびんそん』『ときのかけら』売上最終中間発表。5月12日現在の売上669枚（うち、ちかQでの売り上げ＝31枚）
  - ノルマ未達成条件が解消されたとはいえ、1000枚に程遠い結果だったため、
5月31日までに1000枚行かなかった場合、6月より月曜1:30に時間変更となるノルマが課せられる。
- 第86回配信分 - びんびんgirls大反省会開催、「たびんそん」「ときのかけら」裏話披露
  - 最終売り上げ枚数755枚
- 第94回配信分 - コミックマーケット80でのCD在庫発売に向けた、作戦会議を開催。商品特典として、ナスシ水をモデルにした「瓶缶(びんかん)ドリンク」を考案。

後に「瓶缶」は、商品特典として制作コストがかかる等の理由で没となり、コミケ商品特典は赤崎・藤田手製のオリジナル両面新聞「びんびん新聞」となった。

#### ディスコグラフィー
- 『アンテナ+』 テーマCD「ろびんそん」（2010年4月1日発売） - 3月21日の「萌博2010in幕張」、28日の「東京国際アニメフェア2010」で先行販売
- 『アンテナ+』 びんびんGirls ライブCD - GIRLS BRAVO!37・38のライブの模様を収録。コミックマーケット78 文化放送ブースで先行販売、ポストカード付き
- 超!A&G+「アンテナ+」挿入歌CD～たびんそん（2011年1月1日発売） - コミックマーケット79で先行発売、2011年4月より売上の一部が東日本大震災義援金となる。

#### 書籍
- 文化放送『アンテナ+』CD付きフォトブック『ときのかけら』（2011年1月1日発売） - コミックマーケット79で先行発売

#### ライブ
- サテライトプラスライブ（2010年5月27日、文化放送サテライトプラス） - 鷲崎健のオープニングアクトとして出演
- GIRLS BRAVO!36（2010年6月5日、渋谷RUIDO K2）
- GIRLS BRAVO!37（2010年7月4日、渋谷RUIDO K2）
- GIRLS BRAVO!38（2010年7月4日、渋谷RUIDO K2）
- GIRLS☆STAGE 25（2010年7月11日、渋谷RUIDO K2）
- thanks!! RUIDO K2 7th Anniversary!!!GIRLS BRAVO! 〜RUIDO K2 7周年スペシャル〜（2010年10月17日、渋谷RUIDO K2）
- ミ★主催LIVE PoP"n" Jam!! -cinq（サンク）-（2010年10月31日、初台DOORS）
- 超!A&G+ 番組ライブ（2010年11月2日、文化放送メディアプラスホール）
- C-Lip LIVE A GOGO! #48（2010年12月5日、KOENJI HIGH）
- Happy Go Lucky!（2010年12月31日 - 2011年1月1日、渋谷O-nest）
- GIRLS×GIRLS×GIRLS（2011年1月9日、東京キネマ倶楽部）
- GIRLS SPLASH（2011年2月11日、池袋RUIDO）
- GIRLS SONGLAND（2011年2月13日、KOENJI HIGH）
- GIRLS+（2011年2月19日、文化放送メディアプラスホール）
- C'est Si Bon vol.1（2011年7月3日、渋谷O-nest）

##### ワンマンライブ
- びんびんGirlsと過ごすびんびんNight（2010年7月8日、カフェトリオンプ）
- びんびんGirlsと過ごすびんびんNight 第2夜（2010年8月18日、カフェトリオンプ）
- びんびんGirlsと過ごすびんびんNight 第3夜（2011年1月18日、カフェトリオンプ）
- びんびんGirlsと過ごすびんびんNight 第4夜（2011年2月28日、カフェトリオンプ）
- びんびんGirlsと過ごすびんびんNight 第5夜（2011年3月30日、カフェトリオンプ） - 東北地方太平洋沖地震復興支援ライブ「がんばれ東北!!!チャリティーイベント」として開催
- びんびんGirlsと過ごすびんびんNight 第6夜（2011年4月25日、カフェトリオンプ）
- びんびんGirlsと過ごすびんびんNight 第7夜（2011年6月20日、カフェトリオンプ）
- びんびんGirlsと過ごすびんびんNight 最終夜（2011年9月27日、カフェトリオンプ）

#### イベント
- 大喜利実力判定考査2010『ポアロのあと何分あるの? 400回突破記念 公開録音 in 日本青年館』 （2010年7月19日、日本青年館）- 前説を担当
- 博覧狂喜博覧会『カウンタックーズの｢コント！コント！コント！」』（2010年10月2日、小劇場「楽園」）
- びんびんGirls 新曲発売記念ライブ&公開録音（2010年12月31日、文化放送メディアプラスホール）

#### 番組出演
- 鷲崎健の超ラジ!（超!A&G+、2010年5月7日放送分）
- ナス☆シスのお願い!ミッドナイトエンジェル（超!A&G+、2011年2月14日 - 17日放送分）
- 広橋涼×長嶋はるか×悠りょう（超!A&G+、2011年2月15日・22日放送分）
- Rainbow Earth（レインボータウンFM、2011年2月27日放送分） - 藤田のみ

#### 雑誌・紙面掲載
- 日刊スポーツ「アニメ記者「M」が文化放送に生出演！」[1]
- 日刊スポーツ「びんびんGilrs2枚目リリースを発表」[2]
- 日刊スポーツ「びんびん通信」
- voice Newtype No.039（201年12月9日）

## 公開録音
- アンテナ+ in 萌え博2010（2010年3月21日 幕張メッセ）

「萌え博2010 in 幕張」で開催された公開録音。第24回で放送
- びんびんGirls 新曲発売記念ライブ&公開録音（2010年12月31日、文化放送メディアプラスホール）

コミックマーケット79で「たびんそん」｢ときのかけら」購入者を対象とした、CD発売記念ライブ&公開録音。第65回で放送。

## 特別番組
- アンテナ+ in 東京国際アニメ祭2010（2010年10月22日・23日）

東京国際アニメ祭2010秋の会場、秋葉原UDX内 東京アニメセンタースタジオからの公開生放送。スタジオパーソナリティは第51回で藤田の代理パーソナリティを務めた、山本彩乃が務めた。なお、アンテナ+終了後の2011年10月にも「東京国際アニメ祭2011超!Station」として、同様の生特番を放送した。
- 超!A&G+スペシャル「アンテナ+拡大版~GIRLS+直前スペシャル~」（2011年2月11日）

アイドルイベント「GIRLS+」出演アーティストを迎えての、「GIRLS+」直前特番。
- 超!A&G+スペシャル「アンテナ+拡大版~GIRLS+スペシャル~」（2011年3月4日・11日）

アイドルイベント「GIRLS+」ライブ特番
- ちょっとサヨナラ「9302ch」スペシャル!（2011年3月31日23:30 - 4月1日1:00）

地上デジタルラジオDRP9302chの放送サービス終了特番。
この番組の中盤（3月31日24:00）で「DigiQ+N92 9302ch」としての放送が終了し、4月1日0:00からインターネットストリーミング配信サービスに移行した。